# Rumbo (banda)

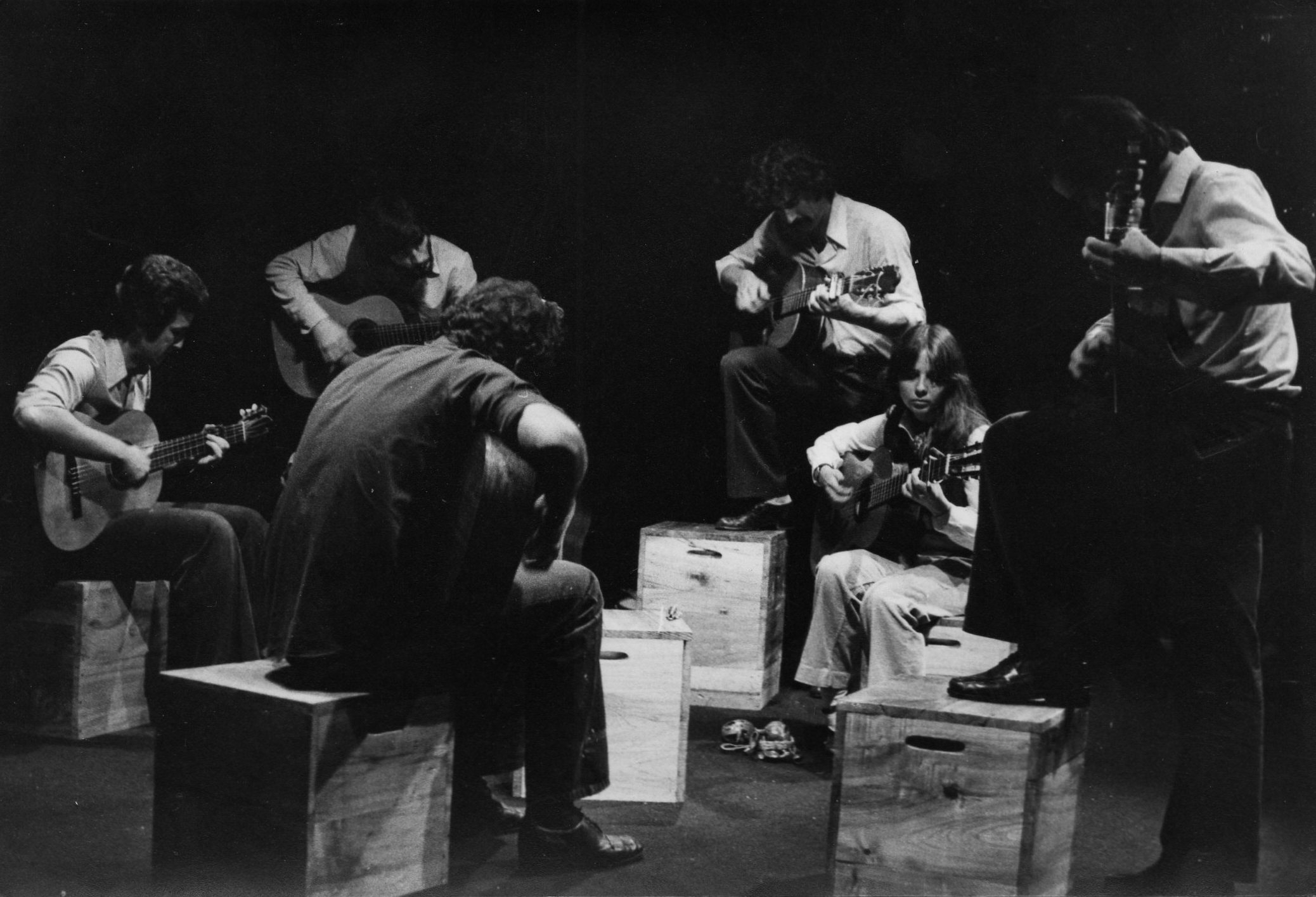
Fotografía del grupo Rumbo.

Rumbo fue un grupo uruguayo de música popular, que existió entre 1979 y 1985, con un breve regreso en 2011. Sus integrantes eran Laura Canoura, Mauricio Ubal, Gustavo Ripa, Gonzalo Moreira, Carlos Vicente y Miguel López. Si bien abarcaron gran cantidad de géneros musicales (sobre todo latinoamericanos), se destacaron principalmente por la utilización del ritmo marcha camión, característico de la  murga uruguaya. Formaron parte de la segunda generación del canto popular uruguayo.

## Historia
El grupo se creó en 1979, siendo su primer recital en junio de ese año. Las músicas y principalmente las letras del grupo estaban fuertemente determinadas por la dictadura de la época. Su influencia mayor en sus inicios fue el grupo Los que Iban Cantando.
Su primer disco, grabado en 1980, fue editado bajo el título Para abrir la noche. La mayoría de las canciones de este disco son de Mauricio Ubal, aunque también hay composiciones de otros artistas. Las letras intentaban evadir la censura con mensajes entre líneas. Se destaca particularmente la murga-canción A redoblar (con texto y música de Ubal y Rúben Olivera), un hit que es símbolo de la resistencia a la dictadura.
El segundo disco, editado por Ayuí / Tacuabé en 1982, se tituló Sosteniendo la pared. Ratifican lo hecho en el primer disco, con grandes canciones, reiterando las influencias de la murga, además de otros ritmos latinoamericanos (como la chamarrita, en La bagayera).
El tercer y último disco del grupo fue editado por Orfeo en 1985, con el nombre Otro tiempo. El título hace clara referencia al final de la dictadura cívico-militar. Aparecen en este disco claras influencias del rock and roll, algo no tan presente en los anteriores trabajos. Una de las canciones más conocidas de este fonograma es el candombe Al fondo de la red.
El grupo se disuelve en 1985, pasando la mayor parte de sus integrantes a tener una importante carrera solista.
En 2003  Ayuí edita un CD doble titulado Rumbo. Incluye las canciones de sus tres discos originales, junto a otras que no aparecen allí y un video del grupo.
En 2011, con motivo de los festejos del Bicentenario de Uruguay, el grupo vuelve a tocar, en un escenario ubicado frente al Palacio Municipal de Montevideo. Se anunció que volverían a tocar un mes después en el Teatro de Verano Ramón Collazo, pero finalmente el recital fue suspendido.

## Discografía
- Para abrir la noche (Ayuí / Tacuabé, 1980)
- Sosteniendo la pared (Ayuí / Tacuabé, 1982)
- Otro tiempo (Orfeo, 1985)